# آبشار هریتیج
آبشار هریتیج (به انگلیسی: Heritage Falls) آبشاری است که در همیلتون (انتاریو)، کانادا واقع شده و ارتفاع کلی ریزشگاه آن ۵ متر (۱۶ فوت) است.